# 常在院
常在院（じょうざいいん）は、三重県桑名郡木曽岬町に所在する曹洞宗の寺院。山号は霊鷲山。

## 歴史
常在院はもと尾張国知多郡寺本村にあったが、寺伝によれば大橋六兵衛（尾張国知多郡の農民で東対海地新田の開発者）が万治3年（1660年）にこの地に移した。寺は宝永4年（1707年）の宝永地震と翌年の風雨で破壊されるが、安永6年（1777年）に後の代の六兵衛が笠松郡代（美濃郡代）に願い堂を再建した。
- （） - 建立される。
- （平成） - 観音堂を新築。
- （平成） - 伊勢湾台風により倒壊した山門を再建立。

## 交通アクセス
- 東名阪自動車道弥富インターチェンジより車で5分。